# 奥野史子
奥野史子（1972年4月14日—）是一名日本女子花样游泳运动员。她曾参加了1992年巴塞罗那奥林匹克运动会，并在比赛中获得女子花样游泳比赛双人铜牌和团体铜牌。